# Adamantina
Adamantina est une municipalité brésilienne de l'intérieur de l'État de São Paulo. Son territoire occupe une surface d'un peu plus de 411 km2.

## Histoire
Le nom donné à la municipalité obéit au critère utilisé par la Companhia Paulista de Estradas de Ferro attribuant des noms féminins aux stations dans l'ordre alphabétique.
Son histoire est aussi liée à la Companhia de Agricultura, Imigração e Colonisação (CAIC) qui, en 1937, s'intéresse de nouveau à la zone du rocher de Aguapei-Peixe recommençant la colonisation de La région et continuant le mouvement déjà entrepris dans l'État. À La suite de négociations entre la CAIC et la firme Boston Castle Company Limited, il est décidé, en 1938, d'ouvrir un chemin dans les bois réutilisant les tronçons plus anciens. La même année débute le perçage de routes de pénétration latérales ainsi que, sous la direction de l'Ingénieur Alberto Aldwini, la vente des terres.
Le plan de colonisation de la CAIC divisait la glèbe en petits lots éliminant le latifundium et formant des propriétés d'environ 20 ha pourvues d'eau et d'accès par route.
Le boum du café et l'arrivée du chemin de fer avec terminus dans le peuplement permirent une croissance rapide d'Adamantina et de ses environs jusqu'au Rio Paraná attirant dans la région les personnes et la production agricole.
Le 24 décembre 1948, le district et la municipalité de Adamantina sont créés avec des territoires détachés du district siège de Lucélia et du district de Aguapei do Alto, actuelle municipalité de Flórida Paulista.

## Chronologie
- 1937 : Arrivée des premiers habitants dans la région, employés de la Companhia Agricola de Imigração-CAIC.
- 1938 : Fin de l'ouverture du chemin de fer qui relie Tupã à Adamentina.
- 1939 : Début des lotissements dans la région.
- 1946 : La population augmente à cause de la grande production de café et de céréales.
- 1947 : Construction du premier cinéma.
- 1948, le 24 décembre, est signée la loi qui crée la municipalité d'Adamantina.
- 1949, le 2 avril, la municipalité est installée et la première élection municipale a lieu.
- 1950 : Création et installation de la paroisse de Santo Antônio. L'infrastructure se développe avec l'arrivée du chemin de fer, du commissariat de police, du poste de santé, de l'augmentation du réseau électrique, du gymnase et de l'école normale.

Saint Antoine est le patron de la cité.

## Géographie
- CEP 17800-000 (Code postal)
- altitude 453 m
- surface totale 411,8 km2
- Latitude du siège de la municipalité 21° 41′ 07″ sud
- Longitude du siège de la municipalité : 51° 04′ 21″ ouest

## Climat
- Cwa (hivers doux et secs suivis d'été très chaud)
- Moyenne annuelle 22 °C
- Mois le plus chaud : janvier 25,4 °C
- Maximum absolu 40,4 °C
- Minimum absolu −1,2 °C
- Les chutes de neige sont rares et ont été enregistrées en 1948, 1955, 1962 et 1975 quand la température fut en-dessous de −7 °C

## Démographie
| Évolution de la population (municipalité) | Évolution de la population (municipalité) | Évolution de la population (municipalité) | Évolution de la population (municipalité) |
| Année                                     | Population                                |                                           | %±                                        |
| ----------------------------------------- | ----------------------------------------- | ----------------------------------------- | ----------------------------------------- |
| 1950                                      | 35 223                                    |                                           | —                                         |
| 1960                                      | 34 206                                    |                                           | −2,9%                                     |
| 1970                                      | 31 798                                    |                                           | −7,0%                                     |
| 1980                                      | 32 049                                    |                                           | 0,8%                                      |
| 1991                                      | 32 091                                    |                                           | 0,1%                                      |
| 2000                                      | 33 497                                    |                                           | 4,4%                                      |
| 2010                                      | 33 797                                    |                                           | 0,9%                                      |
| 2022                                      | 34 687                                    |                                           | 2,6%                                      |
| ,                                         |                                           |                                           |                                           |

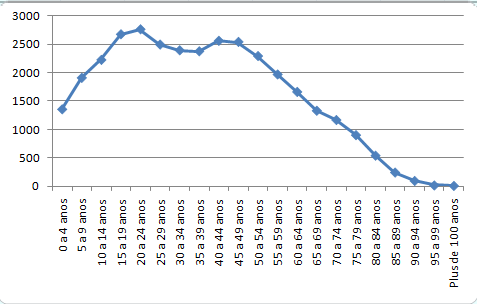
graphique de la pyramide d'âge de la cité d'Adamantine-SP-Brésil

- Nombre total d'habitants en 2010 : 33797 avec la pyramide d'âge du graphique.
- 48 % d'hommes
- 74 % de catholiques, 17 % de protestants et 2 % pratiquant le spiritisme.
- l'IDH en 1991 était de 0,591, en 2000 de 0,724 et en 2010 il  était de 0,790[6]

## Économie
En 2010, les dépenses d'administration de la municipalité furent de 62.994.198 reais pour 51.994.198 reais de recettes.
L'économie de la municipalité se base sur la culture de la canne à sucre, avec production également de café, d'oranges, de manioquinha et de haricot (feijão). L'élevage comprend des bovins (y compris des buffles) et de la volaille.

## Transport
- L'aéroport pour petits avions a une piste d'environ 1 km de longueur. C'est l'unique petite cité de la région qui possède un aéroport avec piste d'asphalte grâce à l’initiative privée.
- Ligne d'autobus circulaire par l'entreprise GuerinoSeisCento.
- Ligne d'autobus : Expresso Adamantina
- Pour l'atterrissage d'hélicoptères, on peut utiliser le Centre sportif.

## Routes
SP 294 Route Commandant João Ribeiro de Barros

## Éducation
- Enseignement pré-primaire : 7 écoles pour 44 professeurs et 702 élèves
- Enseignement primaire : 10 écoles pour 234 professeurs et 3 728 élèves
- Enseignement moyen : 7 écoles pour 130 professeurs et 1 600 élèves
- Enseignement supérieur : Facultés Adamantinienes Intégrées

## Médias
Au téléphonie, la ville était desservie par Telecomunicações de São Paulo.
En juillet 1998, elle a été rachetée par la société espagnole Telefónica, qui a adopté la marque Vivo en 2012. À l'heure actuelle il s'agit d'un opérateur de téléphonie mobile, téléphonie fixe, internet (fibre optique/4G), et télévision (satellite et câble).

## Religion
Le christianisme est présent dans la ville comme suit.

### Église catholique
L'église catholique de la commune fait partie du diocèse de Marília.

### Église protestante
Les croyances évangéliques les plus diverses sont présentes dans la ville, principalement pentecôtistes, notamment les Assemblées de Dieu brésiliennes (la plus grande église évangélique du pays),, Congrégation Chrétienne au Brésil, entre autres. Ces dénominations se développent de plus en plus dans tout le Brésil.